# Halo-System

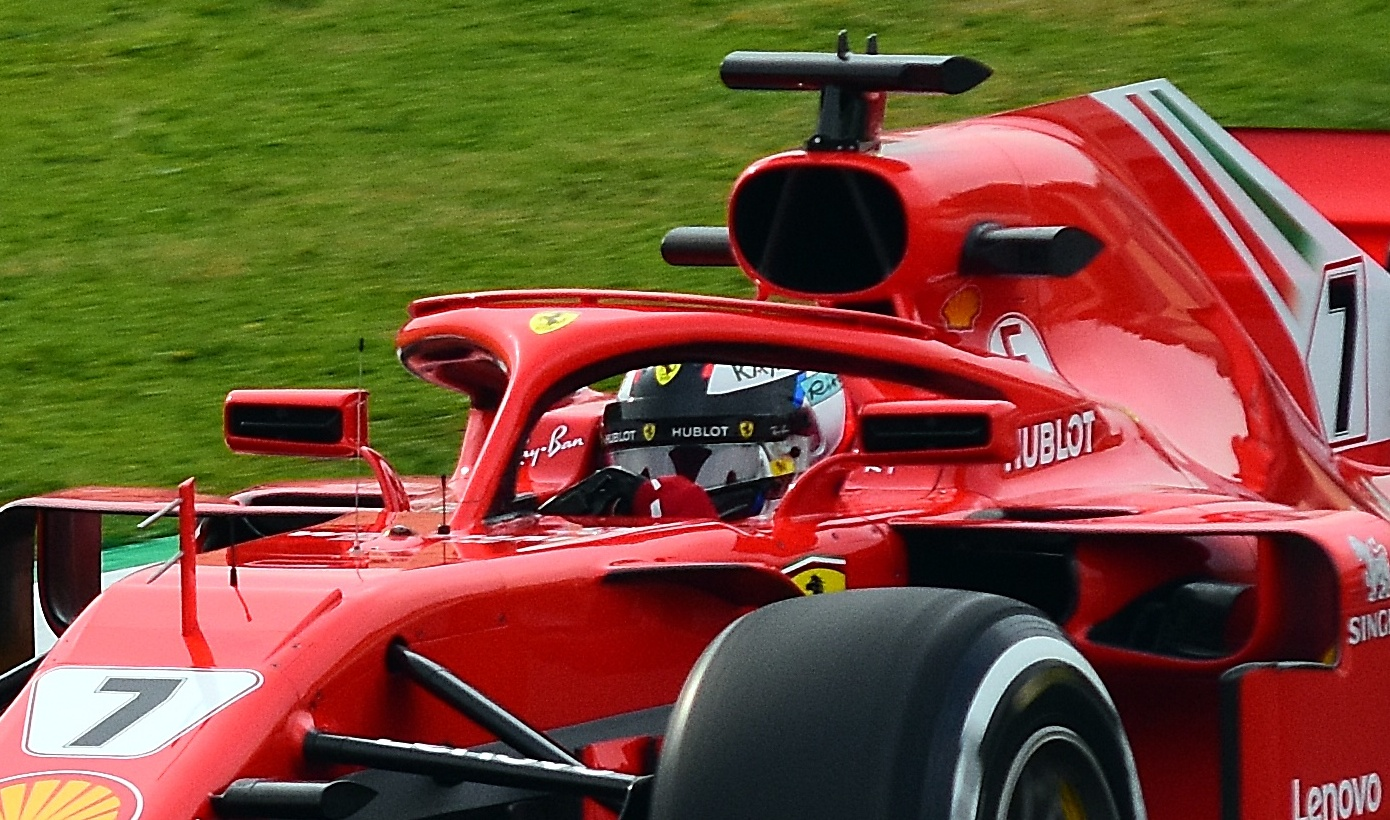
Halo-System am Ferrari SF71H

Das Halo-System (von englisch Halo, deutsch Heiligenschein, offizielle Bezeichnung secondary roll structure, deutsch sekundäre Überrollstruktur) ist ein Sicherheitssystem im Automobilsport für Monopostos, das den Kopf des Fahrers schützt. Das Wort leitet sich von altgriechisch ἅλως hálōs, deutsch ‚Lichthof‘ ab. Das System wurde im Oktober 2015 vorgestellt, erste Testfahrten mit Prototypen fanden im Rahmen der Formel-1-Weltmeisterschaft 2016 statt.
Im Juli 2017 beschloss die FIA, dass das System ab der Formel-1-Weltmeisterschaft 2018 als neue Sicherheitsmaßnahme an jedem Formel-1-Fahrzeug vorhanden sein muss.

## Aufbau

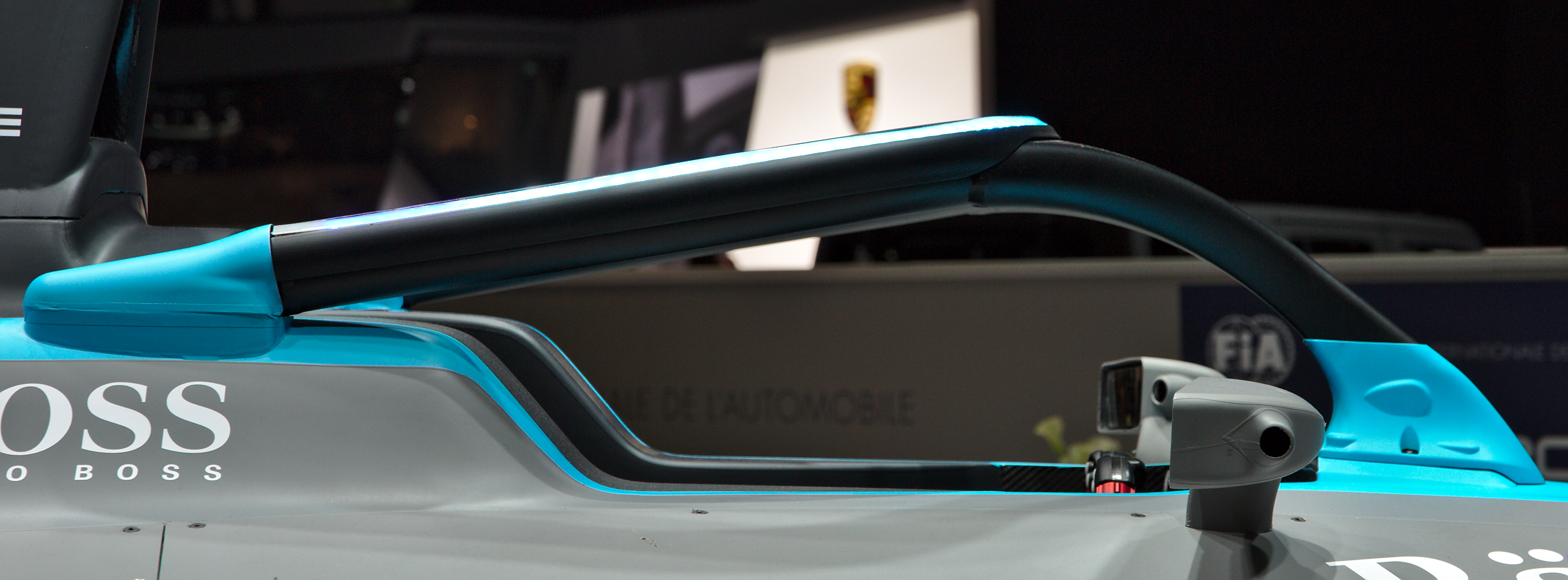
Seitenansicht des Halo-Systems am Spark SRT_05e

Das System besteht aus einem Bügel, der den Kopf des Fahrers umgibt und an drei Punkten mit dem Chassis des Fahrzeugs verbunden ist. Das Bauteil ist aus Titan und wog in der 2016 vorgestellten Fassung rund sieben Kilogramm. Das Gewicht erhöhte sich 2017 auf neun Kilogramm. Auf der Oberseite darf das System aerodynamisch verkleidet werden. Kurz vor der Einführung des Systems wurde in den Medien über ein auf 14 Kilogramm erhöhtes Gewicht berichtet, das sich neben dem Bauteil selbst aus strukturellen Änderungen am Monocoque ergibt, die wegen der Befestigung und der bei den Crashtests der FIA geforderten Belastungen nötig sind.
Das System darf nicht von den Konstrukteuren der Monopostos selbst entwickelt werden, sondern muss von einem von der FIA festgelegten Hersteller produziert werden. Es muss symmetrisch am Fahrzeug angebracht und 975 mm vor dem hintersten Punkt der Cockpitöffnung befestigt werden. Der vordere Befestigungspunkt muss dabei 640 mm über dem Fahrzeugunterboden liegen, die beiden hinteren Befestigungspunkte 675 mm. Das Lenkrad und der Helm des Fahrers müssen sich unterhalb einer gedachten Linie befinden, die den vorderen Befestigungspunkt des Systems mit dem Überrollbügel hinter dem Cockpit verbindet.
Die FIA beschreibt die Anforderungen für das Halo-System im FIA-Standard 8869-2018. Das System muss bei Tests Belastungen von bis zu 125 kN standhalten, was etwa der Gewichtskraft entspricht, die auf eine Masse von 12.500 kg wirkt.
Bei einer von der FIA durchgeführten Simulation mit Daten anhand von 40 realen Unfällen ergab sich durch die Verwendung des Systems eine Erhöhung der Überlebenschance des Fahrers um 17 Prozent.

## Geschichte und Entwicklung

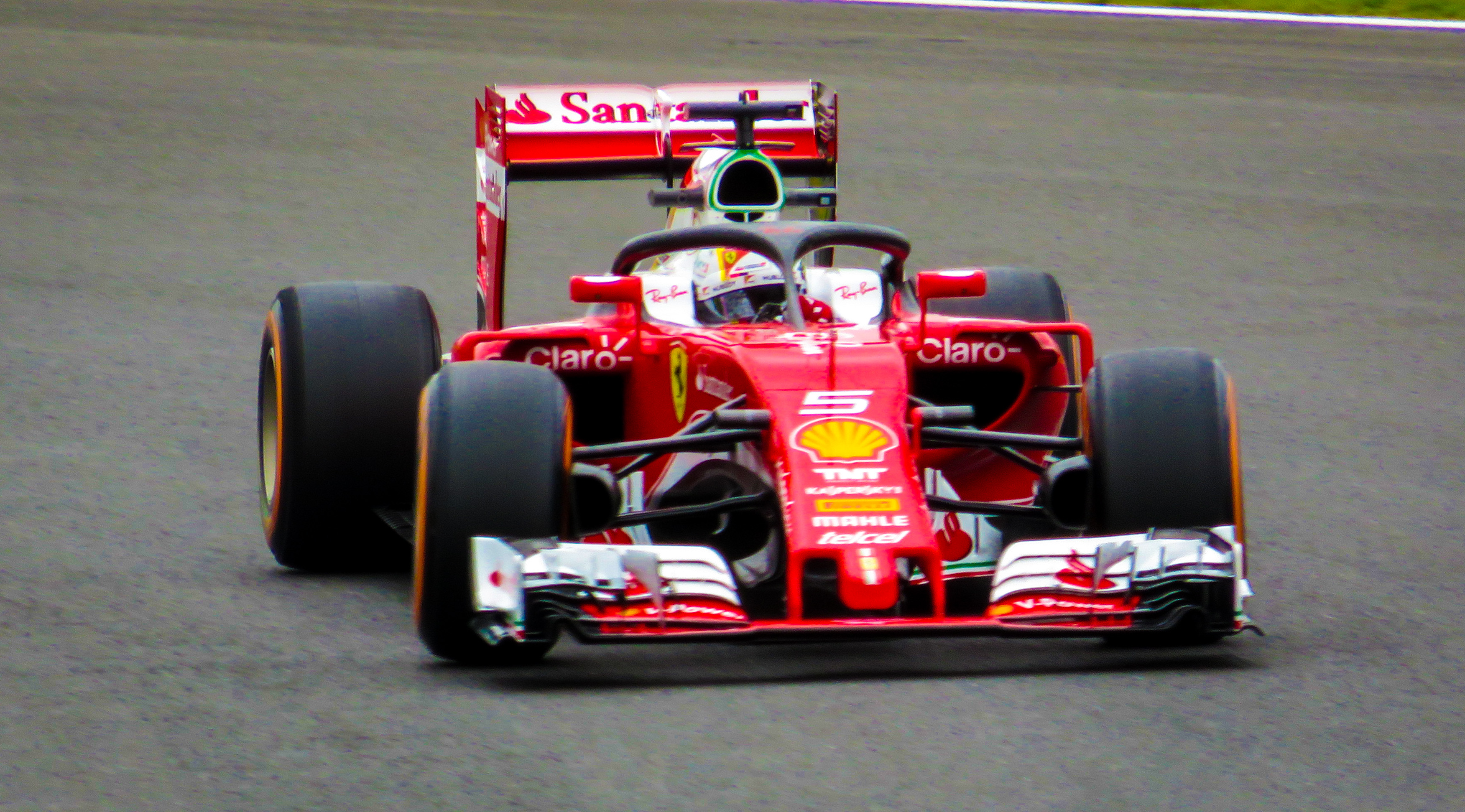
Ein früherer Prototyp am Ferrari SF16-H beim Großen Preis von Großbritannien 2016

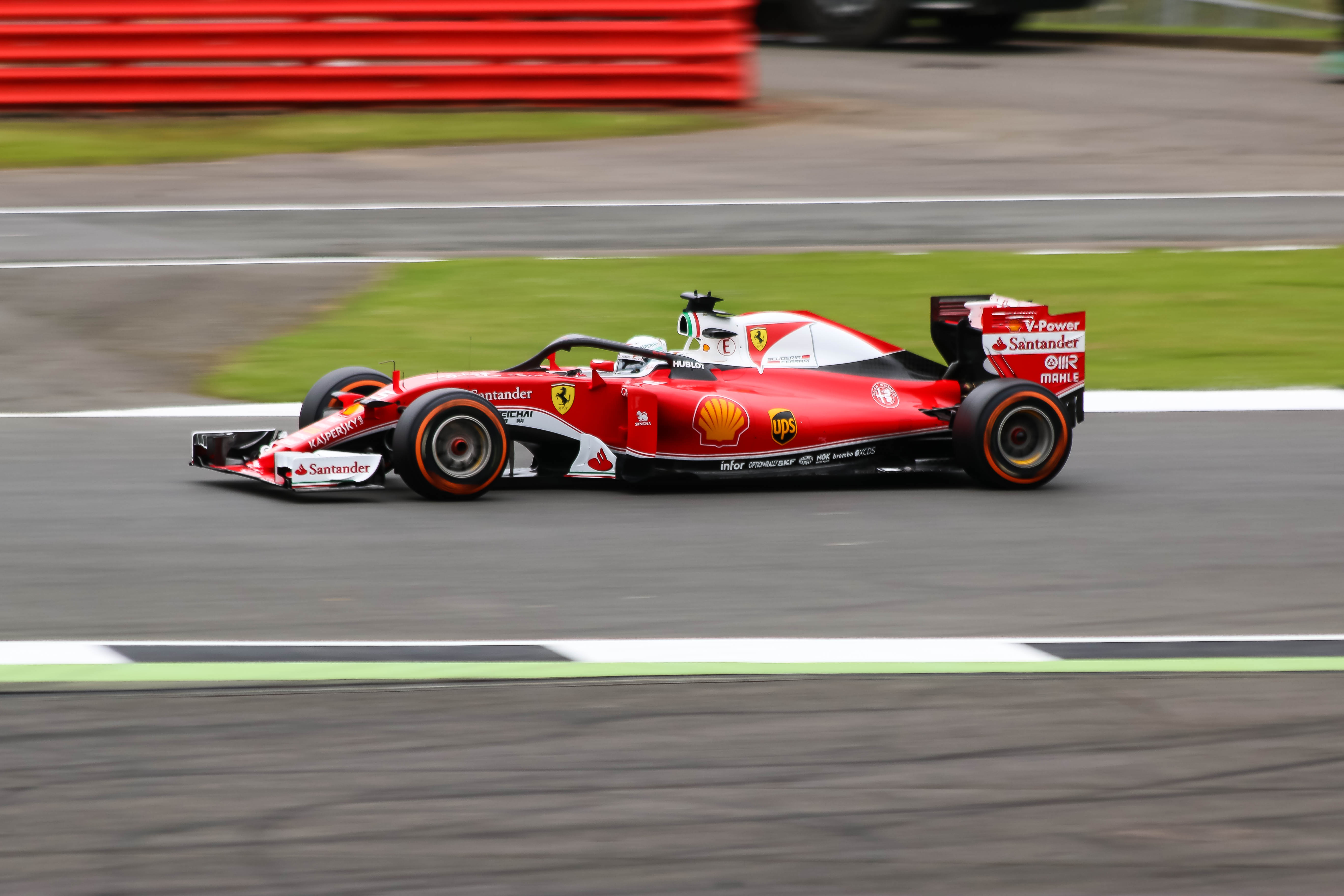
Seitenansicht

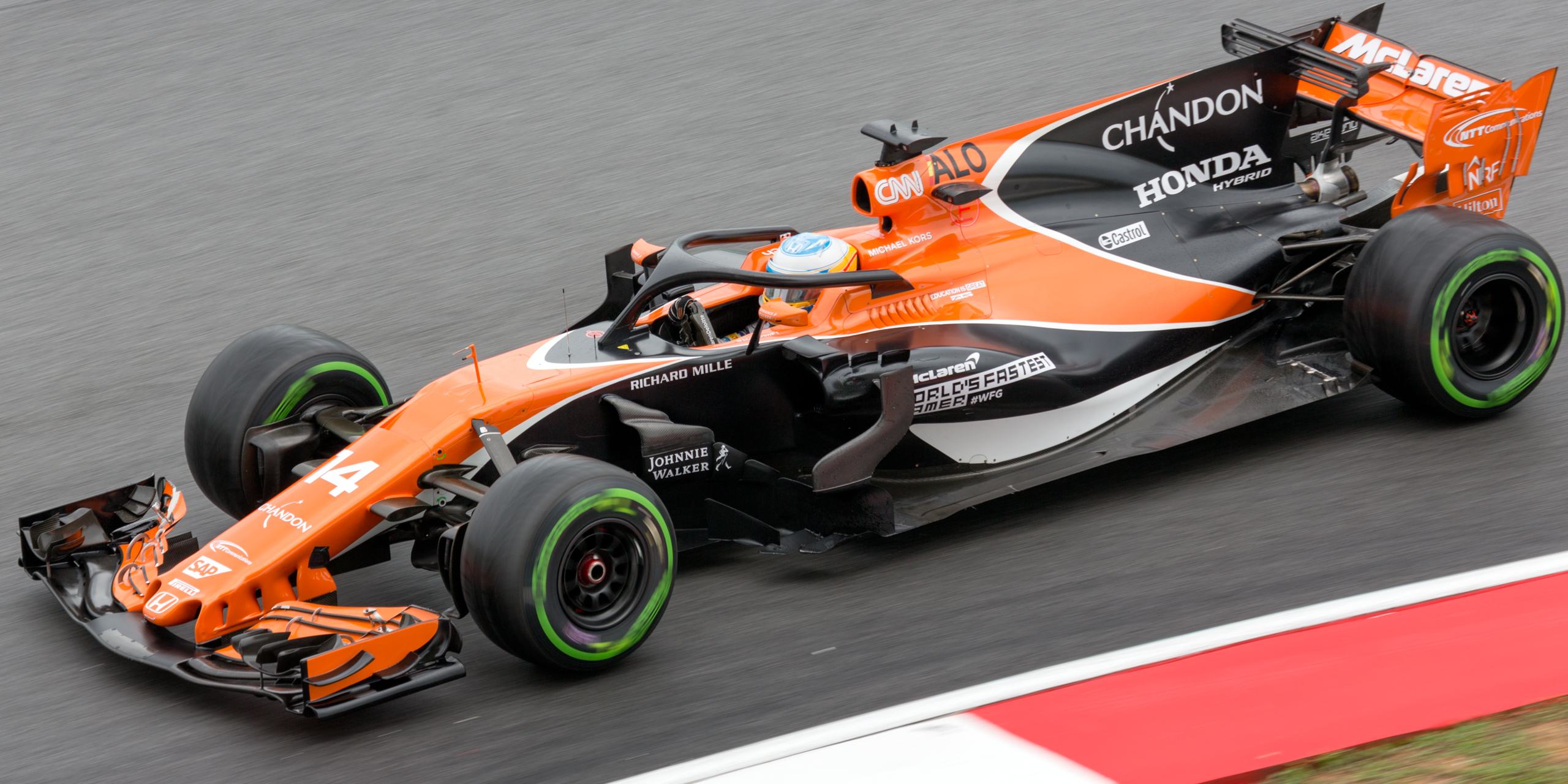
Prototyp des Halo-Systems am McLaren MCL32 beim Großen Preis von Malaysia 2017

Laut Aussage der FIA war, trotz vieler Fortschritte im Motorsport, der Schutz des Kopfes eines Monoposto-Fahrers seit Jahren ein Thema. Auslöser hierfür sind unter anderem mehrere Unfälle der jüngeren Rennsportgeschichte, die teilweise tödlich ausgingen. Bei der Qualifikation zum Großen Preis von Ungarn 2009 wurde Felipe Massas Helm von einer rund 800 Gramm schweren Metallfeder getroffen, die ein vorausfahrendes Fahrzeug verloren hatte. Massa erlitt dabei neben Schnittwunden und einer Gehirnerschütterung eine Fraktur im Schädelbereich und schwebte nach dem Unfall zunächst in Lebensgefahr.
Henry Surtees (2009) und Justin Wilson (2015) wurden bei Unfällen in ihren Monopostos von einem abgerissenen Rad bzw. einem Trümmerteil am Kopf getroffen und erlitten dabei tödliche Verletzungen. Nachdem sich mit Jules Bianchi beim Großen Preis von Japan 2014 auch ein Formel-1-Rennfahrer bei einem Unfall schwere Kopfverletzungen zugezogen hatte und mehrere Monate später an diesen Verletzungen starb, entstanden viele Diskussionen darüber, wie der Kopf eines Monoposto-Piloten besser geschützt werden kann. Eine zweiteilige Cockpithaube war bereits zuvor erwogen und Ende 2013 nach Materialtests verworfen worden.
Das Halo-System basiert auf einem Entwurf von Mercedes; die Entwicklungsarbeit im Simulator führte Anthony Davidson durch. Nach ursprünglicher Planung der FIA sollte das Halo-System in der Formel-1-Weltmeisterschaft 2017 zwingend eingeführt werden. Die Einführung wurde aber im Juli 2016 um ein Jahr verschoben, weil das System noch nicht ausgereift war. Allerdings sollten alle Fahrer in den verbleibenden freien Trainings der Formel-1-Weltmeisterschaft 2016 das System mindestens einmal testen. Im Januar 2017 gab FIA-Sicherheitsdirektor Laurent Mekies bekannt, dass die Entwicklung abgeschlossen und das System einsatzbereit sei.
Die FIA betrachtete drei grundsätzliche Unfallszenarien: Kollisionen zwischen zwei Fahrzeugen, Kontakt eines Fahrzeugs mit der Umgebung (beispielsweise der Streckenbegrenzung) sowie Kollisionen von Fahrzeugen und Objekten. Tests ergaben, dass das Halo-System das 15fache der statischen Belastung durch ein vollständiges Fahrzeug standhalten und so das Verletzungsrisiko für den Fahrer deutlich reduzieren konnte. Außerdem konnte das System in vielen Fällen einen Kontakt des Helmes mit einer Barriere oder der Streckenbegrenzung verhindern, wobei eine Reihe von Unfällen der Vergangenheit als Referenz verwendet wurden. Bei der Untersuchung von Kollisionen des Fahrzeugs mit Objekten wurde festgestellt, dass das Halo-System große Objekte erfolgreich ablenkte. Außerdem bot es auch bei kleinen Trümmern einen erhöhten Schutz.
Das System soll nicht nur in der Formel 1, sondern in allen Formelklassen der FIA eingesetzt werden. Dies soll jedoch mit der Einführung von neuen Fahrzeuggenerationen geschehen, da die Fahrzeuge unter anderem im Bereich des Cockpits speziell für den Einsatz des Halo-Systems gestaltet werden sollen. Das schließt neben den kleineren Formelklassen auch die FIA-Formel-E-Meisterschaft ein.

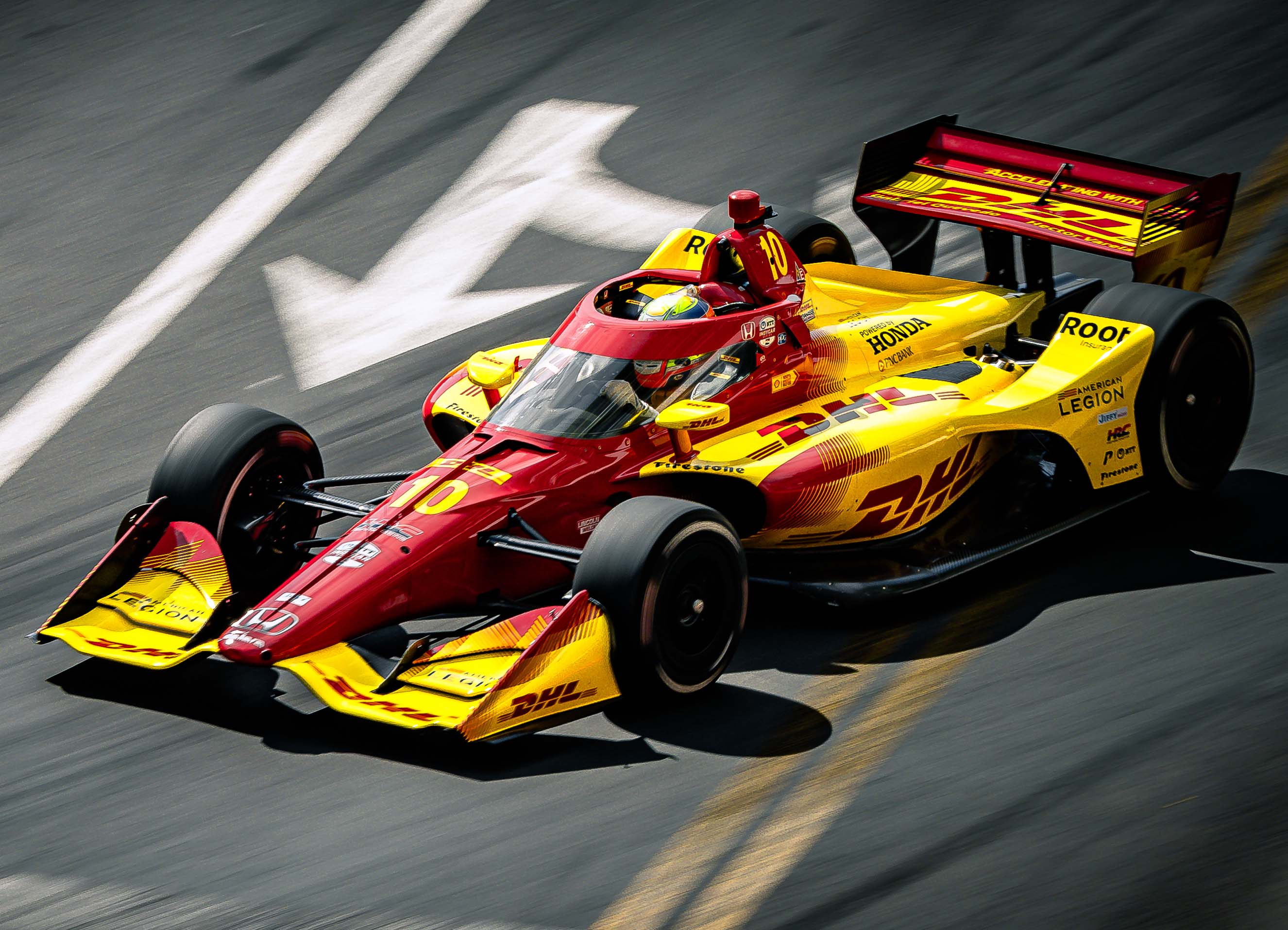
Halo-System am Auto von Chip Ganassi Racing in der IndyCar Series 2024

Auch die US-amerikanische IndyCar Series war an der Einführung interessiert. Da hier jedoch Sichtbehinderungen in den Steilkurven der Ovalkurse auftraten, entschied sich die Serie zunächst gegen die Einführung des Halo-Systems. 2019 wurde dann ein Cockpitschutz präsentiert, der eine Kombination aus Halo-System und Windschutzscheibe war.
Nachdem die FIA den Fahrern die Entscheidung hatte überlassen wollen, ob das Halo-System 2018 in der Formel-1-Weltmeisterschaft eingeführt wird, und diese sich Medienberichten zufolge mit knapper Mehrheit gegen die Einführung ausgesprochen hatten, galt das System bereits als gescheitert. Da mögliche Alternativen jedoch nicht bis zur Saison 2018 umsetzbar waren, entschied die FIA im Juli 2017 gegen die Stimmen von neun der zehn Teams in der Formel-1-Weltmeisterschaft, das Halo-System einzuführen. Es wurde spekuliert, dass der Automobilsportverband durch diese Einführung mögliche Klagen im Falle eines weiteren tödlichen Unfalls verhindern wollte, nachdem bereits die Eltern von Jules Bianchi eine Klage gegen die FIA eingereicht hatten.
Die Grand Prix Drivers’ Association begrüßte die Einführung ausdrücklich, da erst verbesserte Sicherheitsmaßnahmen die Grundlage dafür bieten könnten, die Fahrzeuge noch schneller werden zu lassen.
Im August 2017 wurde der F2 2018, das Einsatzfahrzeug für die FIA-Formel-2-Meisterschaft ab dem Jahr 2018, präsentiert. Dies war das erste Fahrzeug, das für den Einsatz des Halo-Systems konstruiert war.
Das Halo-System am Sauber C37 von Charles Leclerc wurde beim Großen Preis von Belgien 2018 bei einem Unfall kurz nach dem Start vom rechten Vorderreifen des aufgestiegenen McLaren MCL33 von Fernando Alonso getroffen und hielt den Reifen vom Kopf des Fahrers fern. Da es durch das System in der Formel-1-Weltmeisterschaft Sichteinschränkung der an den Fahrzeugen angebrachten Onboardkameras gab, wurden seitens der FIA Maßnahmen eingeleitet, diese zu reduzieren. Außerdem soll die Optik des Systems im Zuge der ursprünglich für 2021 geplanten, später aber auf 2022 verschobenen Regeländerungen verbessert werden.
Als am 29. November 2020 beim Großen Preis von Bahrain der Haas VF-20 von Romain Grosjean nach einer Kollision mit Daniil Kwjat in die Leitplanke einschlug, wurde der Wagen in zwei Teile gerissen und fing Feuer. Die vordere Fahrzeughälfte durchschlug die Leitplanke, wobei das Halo-System das Cockpit und den Kopf des Fahrers von der Planke fernhielt. Grosjean konnte sich selbst aus dem Wrack befreien und erlitt lediglich leichte Verbrennungen. Dass Grosjean bei dem Unfall, anders als Helmut Koinigg, der beim Großen Preis der USA 1974 durch die mittlere Leitschiene enthauptet wurde, nur leichte Verletzungen erlitt, wurde anschließend dem Halo-System zugeschrieben, das beim Aufprall zwar beschädigt wurde, jedoch grundsätzlich intakt blieb.
Am 12. September 2021, beim Großen Preis von Italien, kam es zu einem weiteren Zwischenfall. Nachdem sich die Fahrzeuge mit den Rädern berührt hatten, schützte das Halo-System den Kopf von Lewis Hamilton vor dem Hinterrad von Max Verstappens Wagen. Mercedes-Motorsportchef Toto Wolff sagte im Nachhinein: „Der Halo hat ihm das Leben gerettet. Ich möchte mir gar nicht vorstellen, was da hätte passieren können.“ Hamilton trug laut eigenen Aussagen nur starke Kopfschmerzen davon.
Am Rennwochenende des Großen Preises von Großbritannien 2022 spielte das Halo-System bei zwei Unfällen eine große Rolle. Zum einen schützte es Roy Nissany im Hauptrennen der FIA-Formel-2-Meisterschaft davor, von Dennis Haugers Wagen am Kopf getroffen zu werden, der nach einer vorangegangenen Kollision mit Nissanys Auto vom Randstein ausgehebelt wurde. Beim Rennen der Formel-1-Weltmeisterschaft überschlug sich Zhou Guanyu am Start nach einer Berührung und rutschte auf dem Überrollbügel und dem Halo-System über die Strecke ins Kiesbett. Dort wurde das Auto ausgehebelt und überschlug sich abermals und flog anschließend hinter die Reifenstapel, wo es von den Fangzäunen aufgehalten wurde. Obwohl der Überrollbügel brach, erlitt Zhou bei dem Unfall keine Verletzungen.

## Produktion
Als erster homologierter Hersteller des Halo-Systems wurde das Unternehmen CP Tech GmbH in Büren, das zur Nedschroef-Gruppe gehört, bekanntgegeben.

## Kritik
Zunächst wurden Sichtbehinderungen durch den vor dem Fahrer liegenden mittleren Befestigungspunkt des Systems befürchtet, die sich bei Testfahrten jedoch nicht bestätigten. Als Hauptargument gegen das System führen Fahrer und Verantwortliche neben der Optik an, dass das System den Fahrer beim Verlassen des Fahrzeugs sowie Rettungskräfte bei der Bergung von verunfallten Piloten behindere und somit ein größeres Risiko berge, als es Schutz biete.
Ein weiterer Kritikpunkt ist die hohe Masse des Halo-Systems. Seine zudem relativ hohe Lage verschiebt den Massenmittelpunkt der Fahrzeuge nach oben, wodurch die fahrbaren Kurvengeschwindigkeiten sinken. Die Rundenzeiten erhöhen sich dadurch geschätzt um mehrere Zehntelsekunden.
In der FIA-Formel-E-Meisterschaft sorgte die Einführung des Halo-Systems beim für die Saison 2018/19 geplanten Spark SRT_05e für eine Verzögerung der Auslieferung. Außerdem wurde kritisiert, dass trotz grundsätzlicher Konstruktionsunterschiede das für die Formel 1 entwickelte System nahezu unverändert übernommen wurde. Die Kosten des Systems in der FIA-Formel-E-Meisterschaft belaufen sich auf 12.700 Euro pro Fahrzeug.
Nachdem bei der Kollision von Alonso und Leclerc beim Großen Preis von Belgien 2018 das Halo-System erstmals seine Schutzwirkung in einem Unfall bewiesen hatte, ließ die öffentliche Kritik am Halo-System stark nach. Nach Grosjeans Unfall beim Großen Preis von Bahrain 2020 wurde eine Vielzahl von Stimmen laut (auch Grosjeans selbst), die das System als Hauptsicherheitsmaßnahme bezeichnete, die Grosjean das Leben rettete.

## Alternative Schutzsysteme

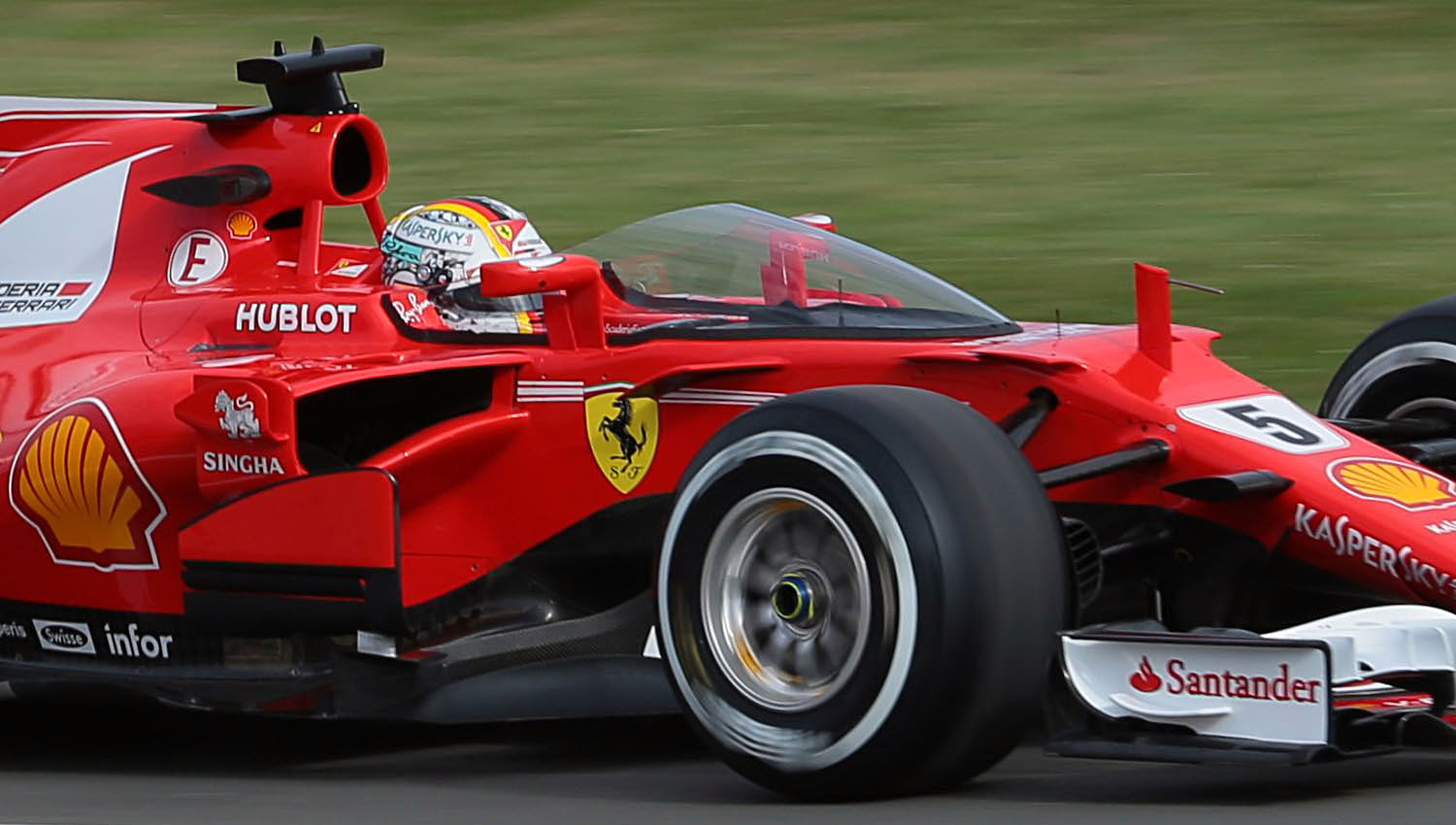
Das Shield-System beim GP von Großbritannien am Ferrari SF70H

Als Alternative zum Halo-System entwickelte Red Bull Racing eine Aeroscreen genannte Windschutzscheibe, die jedoch nach ausgiebiger Untersuchung durch die FIA nicht weiterverfolgt wurde. Nachdem die Fahrer sich gegen die Einführung des Halo-Systems ausgesprochen hatten, entwickelte die FIA auf Basis des Aeroscreen-Konzepts eine Shield genannte Windschutzscheibe aus Polyvinylchlorid. Bei einer ersten Testfahrt im Rahmen des Großen Preises von Großbritannien 2017 klagte Sebastian Vettel wegen der Krümmung der Scheibe über eine verzerrte Sicht sowie über Schwindel beim Fahren und ließ Shield daher nach nur einer Runde wieder von seinem Wagen abbauen. Probleme würden laut Aussagen der Fahrer auch bei Nässe auftreten, sodass die Windschutzscheibe die Sicht des Fahrers noch mehr behindere. Eine Einführung 2018 wurde anschließend ausgeschlossen, auch deshalb, weil die Teams die aerodynamischen Auswirkungen des Systems frühzeitig für die Konstruktion ihrer Fahrzeuge berücksichtigen müssen.

## Weitere Regeländerungen im Zuge der Einführung
Mit der Einführung des Halo-Systems in der Formel-1-Weltmeisterschaft wurde die Zeit erhöht, in der ein Fahrer sein Fahrzeug im Ernstfall verlassen können musste. Das wurde notwendig, weil das Halo-System die Fahrer möglicherweise beim Ein- und Aussteigen behinderte. Statt bislang fünf Sekunden hatten die Fahrer nun sieben Sekunden Zeit; bis zum Aufstecken des Lenkrads auf die Lenksäule durften nun zwölf statt zehn Sekunden vergehen. Die Fünf-Sekunden-Regel wurde zum Schutz der Fahrer bei Bränden, besonders als Folge eines Unfalls, eingeführt. Da die Rennwagen jedoch seit vielen Jahren durch die Verwendung von Benzintanks aus Kunststoff und weitere Sicherheitsmaßnahmen nur noch äußerst selten Feuer fangen, nahm die FIA in Kauf, dass die Fahrer im Notfall länger brauchten, um das Fahrzeug zu verlassen.
Durch die Einführung des Halo-Systems wurde das Mindestgewicht der Fahrzeuge in der Formel-1-Weltmeisterschaft um fünf Kilogramm erhöht.

## Straßenfahrzeuge

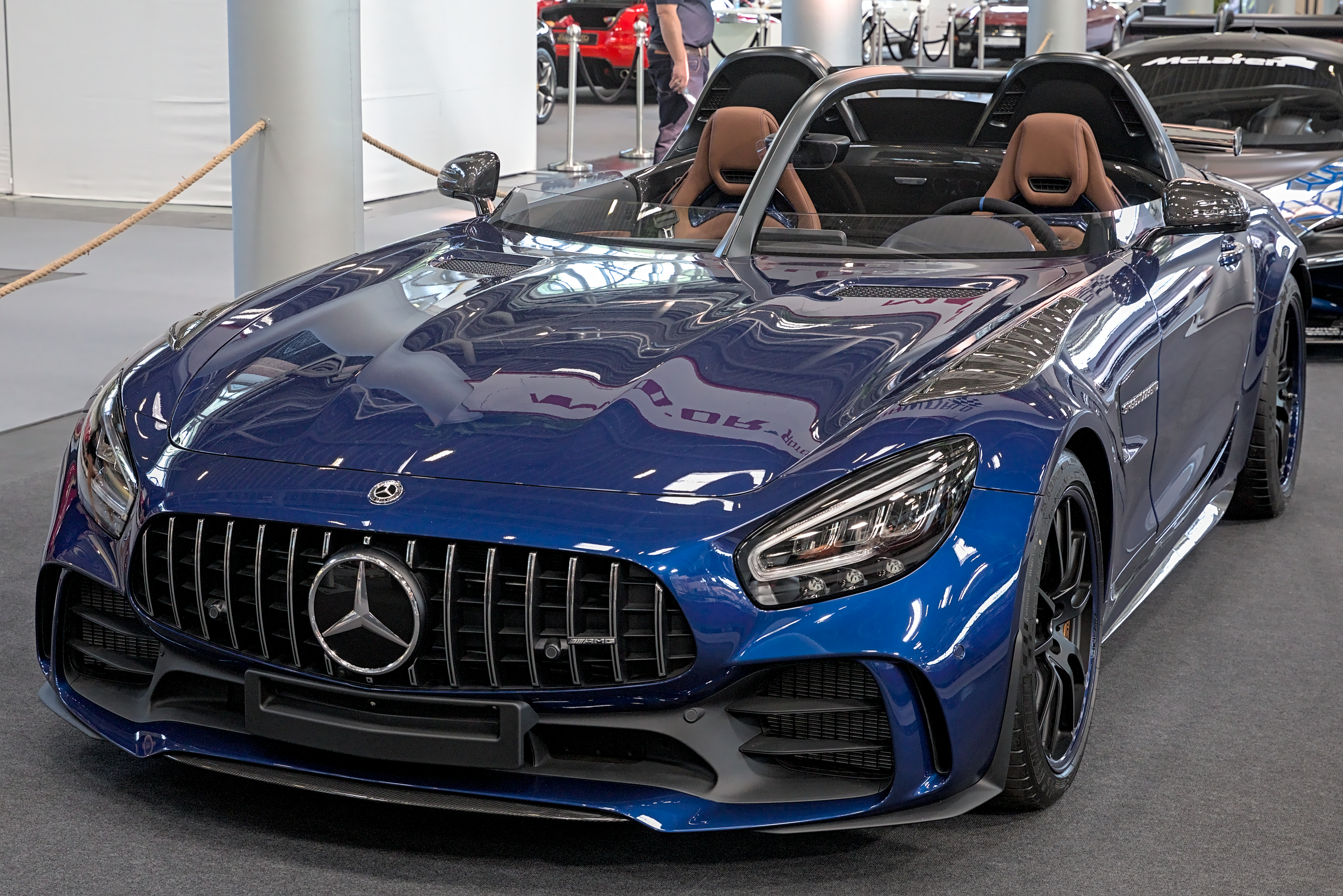
Mercedes-AMG GT R Speedlegend auf der IAA 2021

Der Entwickler von Riesenrädern Ronald Bussink baute fünf Mercedes-AMG GT R Roadster zum Speedlegend um. Bei dieser Variante wurden das Verdeck sowie Teile der Scheiben entfernt und stattdessen ein Halo-System eingebaut. Vorgestellt wurde das Modell im Rahmen des Großen Preises von Monaco 2021. Mercedes-AMG präsentierte beim Großen Preis von Abu Dhabi 2024 den auf 250 Exemplare limitierten Mercedes-AMG PureSpeed. Auch er hat kein Dach und statt einer Windschutzscheibe ein Halo-System.